# Янев, Крум
Крум Ива́нов Я́нев (болг. Крум Иванов Янев; 9 января 1929, Пловдив — 24 августа 2012) — болгарский футболист, бронзовый призёр Олимпийских игр 1956 года.

## Биография

### Клубная карьера
Янев начинал карьеру в пловдивском «Спартаке», за который играл в течение трёх сезонов.
В последующие два сезона по одному сезону играл за пловдивский «Локомотив» (1948—1949) и «Ботев» (1949—1950). Затем Янев присоединился к софийскому ЦСКА, в котором отыграл 10 сезонов, став 8 раз чемпионом страны и обладателем Кубков Болгарии 1954 и 1955 годов.
Завершил карьеру в софийском «Спартаке» в возрасте 32 лет.

### Карьера в сборной
В составе сборной Болгарии играл на олимпийском турнире 1952 года и олимпийском турнире 1956 года, на котором болгары завоевали бронзовые медали. Всего за сборную Болгарии сыграл 31 матч, в которых забил 4 гола.

### Смерть
Скончался 24 августа 2012 года в возрасте 83 лет.

## Достижения
ЦСКА (София)
- Чемпион Болгарии (8): 1952, 1954, 1955, 1956, 1957, 1958, 1958/1959, 1959/1960
- Обладатель Кубка Болгарии (3): 1954, 1955, 1961
- Чемпион Спартакиады дружественных армий: 1958

Болгария
- Бронзовый призёр Олимпийских игр (1): 1956